# Z-привід

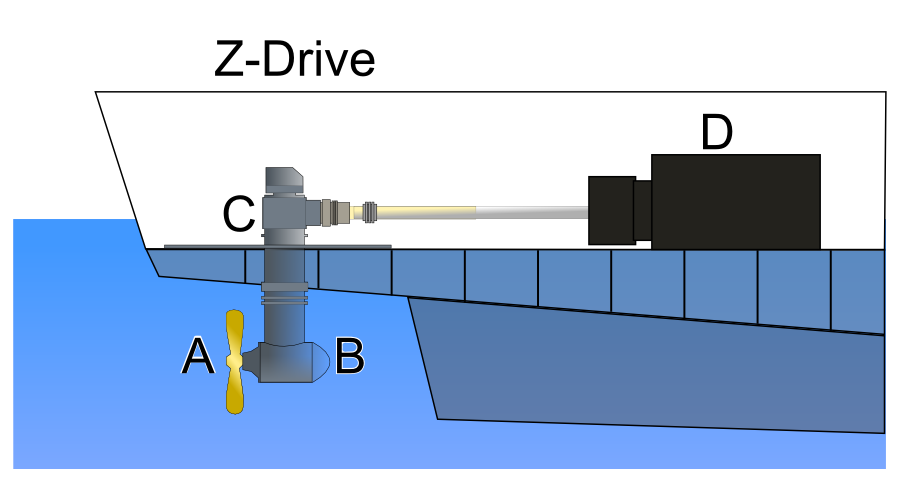
Азимутальний рушій

Z-привід (англ. Z-drive) — тип морської силової установки. Зокрема, це азимутальний рушій. Капсула може обертатися на 360 градусів, дозволяючи швидко змінювати напрямок тяги та, отже, напрямок судна. Це усуває потребу у звичайному кермі.
Z-привід отримав таку назву через зовнішній вигляд (у поперечному перерізі) механічного карданного вала або конфігурації трансмісії, яка використовується для підключення механічно подається рушійної енергії[що?] до азимутального підрулюючого пристрою Z-приводу. Ця форма передачі енергії називається Z-приводом, тому що обертальний рух повинен робити два повороти під прямим кутом, таким чином нагадуючи букву "Z". Ця назва використовується, щоб відрізнити розташування приводу від L-подібного приводу. Це не належить до електродвигуна в обертовій коробці.
Пристрій відрізняється від морської пропульсивної системи Voith-Schneider (також механічно пов’язаної), яка також може швидко змінювати напрямок тяги, оскільки Z-привід використовує закритий звичайний гвинт, який повертає або обертає пропелер, на відміну від лопатей Voith-Schneider зі змінною геометрією.

## Витоки
Трансмісія Z-drive була винайдена в 1950 році Джозефом Беккером, засновником компанії Schottel, і використовувалася в перших азимутальних двигунах, виготовлених компанією Schottel GmbH у Німеччині в 1960-х роках під торговою маркою Schottel і з того часу називаються RudderPropeller. Джозеф Беккер був нагороджений премією Елмера А. Сперрі за цей винахід як великий внесок у покращення транспорту в усьому світі.

## Типи
- Зустрічне обертання
- Інтегрально встановлений/корпусний монтаж
- Підвісний палубний двигун
- Висувний[1]